# Hormone peptidique

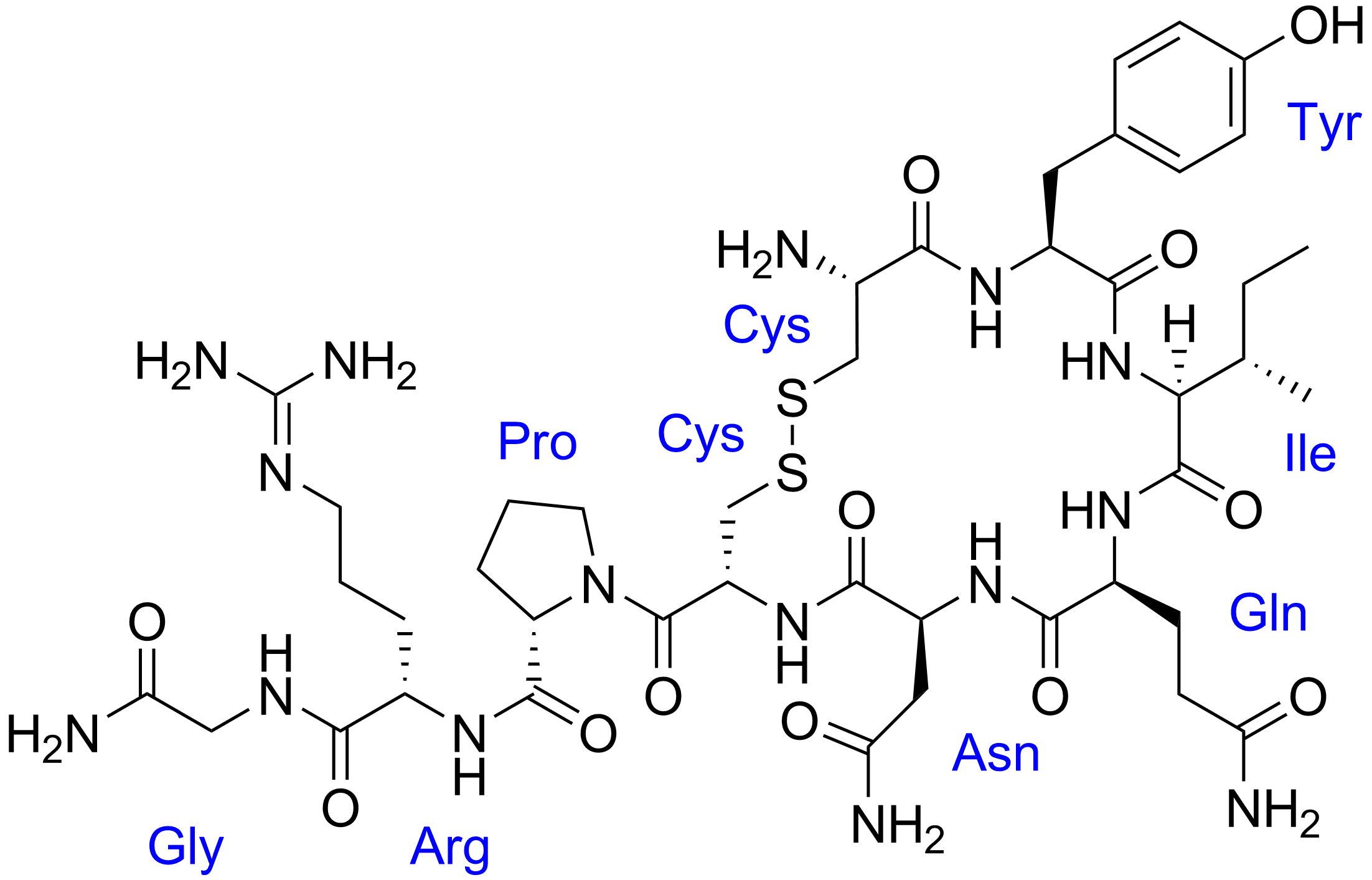
Structure chimique de la vasotocine avec acides aminés marqués

Les hormones peptidiques, ou polypeptidiques, sont une classe de peptides sécrétés dans le sang qui ont des fonctions endocrines chez les animaux. À l'instar des autres protéines, les hormones peptidiques sont synthétisées à partir d'acides aminés via un ARN messager, lui-même issu d'une matrice d'ADN au sein du noyau cellulaire. Les précurseurs des hormones peptidiques (pré-prohormones) sont alors traités en diverses étapes, typiquement dans le réticulum endoplasmique, y compris l'élimination de la séquence de signaux N-terminale et parfois la glycosylation, résultant en prohormones. 
Les hormones peptidiques se distinguent chez les vertébrés des hormones stéroïdes, des hormones dérivés d'amines et des hormones à base de lipides.

## Hormones peptidiques notoires
- Corticotrophine (ACTH)
- Hormone antidiurétique, alias la vasopressine
- Hormone de croissance
- Insuline
- Glucagon
- Ocytocine
- Peptide natriurétique atrial (ANP) ou facteur natriurétique atrial (ANF)
- Somatostatine
- Endorphines

### Par taille
Chaîne simple :
- hormone thyréotrope (TRH) : 3 aa ;
- ocytocine et  vasopressine : 9 aa ;
- hormone de libération des gonadotrophines hypophysaires (GnRH) : 10 aa ;
- hormone mélanotrope (MSH) : 17 aa ;
- glucagon : 29 aa ;
- calcitonine : 32 aa ;
- hormone corticotrope (ACTH) : 39 aa ;
- parathormone (PTH) : 84 aa ;
- hormone de croissance(GH) : 191 aa ;
- prolactine(PRL):198 aa.

Double chaîne :
- insuline (51 aa en tout, 21 aa sur une chaîne et 30 aa sur l'autre).

#### Cellules sécrétrices d'hormones polypeptidiques
- Cellules neuroendocrines ou cellules APUD (Amine Precursor Uptake Decarboxylase), qui captent des acides aminés ou leurs précurseurs, les décarboxylent pour fabriquer des polypeptides.